# HD 205765
HD 205765，又名BD-01 4180，SAO 145533、HR 8263，是一颗恒星，视星等为6.25，位于銀經54.52，銀緯-36.38，其B1900.0坐标为赤經21h 32m 25.6s，赤緯-0° -36.38′ 20″。